# Kreuz Meckenheim
Kreuz Meckenheim is een knooppunt in de Duitse deelstaat Noordrijn-Westfalen.
Op dit klaverbladknooppunt met fly-over ten noordoosten van de stad Meckenheim kruist de A61 Mönchengladbach-Hockenheim de A565 Gelsdorf-Bonn
Het knooppunt ligt in het Rhein-Sieg-Kreis.

## Configuratie
Knooppunt
Het is een klaverbladknooppunt met fly-over.
De fly-over is voor het verkeer dat vanuit Bonn naar de A61 richting Koblenz wil rijden.
Knooppunt
Nabij het knooppunt hebben beide snelwegen 2x2 rijstroken.
Alle verbindingswegen hebben één rijstrook.

## Verkeersintensiteiten
| Van                | Naar                            | Gemiddeld aantal voertuigen per dag | Percentage vrachtvekeer |
| ------------------ | ------------------------------- | ----------------------------------- | ----------------------- |
| AS Rheinbach (A61) | AK Meckenheim                   | 46.100                              | 24,6 %                  |
| AK Meckenheim      | AD Bad Neuenahr-Ahrweiler (A61) | 70.700                              | 19,2 %                  |
| AS Merl (A565)     | AK Meckenheim                   | 29.500                              | 11,0 %                  |
| AK Meckenheim      | AS Gelsdorf (A565)              | 16.200                              | 06,5 %                  |

## Richtingen knooppunt
| Aansluitende wegen             | Aansluitende wegen | Aansluitende wegen | Aansluitende wegen | Aansluitende wegen                              |
| ------------------------------ | ------------------ | ------------------ | ------------------ | ----------------------------------------------- |
| richting Keulen / Aken / Venlo |                    |                    |                    | richting Meckenheim / Bonn                      |
|                                |                    |                    |                    |                                                 |
|                                |                    |                    |                    |                                                 |
|                                |                    |                    |                    |                                                 |
| richting Gelsdorf / Altenahr   |                    |                    |                    | richting Bad Neuenahr-Ahrweiler Trier / Koblenz |